# Алпско скијање на Зимским олимпијским играма 2010 — супервелеслалом за мушкарце
Такмичење у алпском скијању супервелеслалом за мушкарце  на Зимским олимпијским играма 2010. у Ванкуверу одржало се на стази „Дејв Мари“ у Вислер Криксију, 19. фебруара, 2010, са почетком у 11:30 по локалном времену.
Старт трке је био на 1.440 а циљ на 825 метара. Стаза је била дуга 2.076, а висинска разлика 615 метара.
Учествовало је 64 такмичара из 28 земаља.
Стаза је била технички захтевна, па 18 скијаша није завршило трку. Шведски скијаш Патрик Јербин доживео је тежак пад током трке. После лета кроз ваздух пао је на леђа и ударио главом, добио је потрес мозга и пребачен је у болницу.

## Земље учеснице
| - Аустралија (2) - Аустрија (4) - Андора (2) - Аргентина (1) - Бугарска (1) - Канада (4) - Хрватска (3) - Чешка (2) - Данска (1) | - Финска (1) - Француска (4) - Киргистан (1) - Лихтенштајн (1) - Нови Зеланд (2) - Немачка (1) - Велика Британија (1) - Италија (4) - Исланд (2) | - Чиле (2) - Норвешка (4) - Русија (3) - Словачка (1) - Словенија (4) - Шведска (2) - Швајцарска (4) - Шпанија (2) - Сједињене Државе (4) - Таџикистан (1) |

- У загради се налази број спортиста који се такмиче за ту земљу

## Резултати
| Пласман | ст, бр. | Име                              | Држава               | Време           | Заоастатак      |                 |
| ------- | ------- | -------------------------------- | -------------------- | --------------- | --------------- | --------------- |
| 01      | 19      | Аксел Лунд Свиндал               | Норвешка             | 1:30,34         |                 |                 |
| 02      | 11      | Боди Милер                       | Сједињене Државе     | 1:30,62         | +0,28           |                 |
| 03      | 3       | Ендру Вајбрект                   | Сједињене Државе     | 1:30,65         | +0,31           |                 |
| 04      | 18      | Вернер Хел                       | Италија              | 1:30.67         | +0.33           |                 |
| 0 5     | 20      | Ерик Геј                         | Канада               | 1:30.68         | +0.34           |                 |
| 0 6     | 13      | Кристоф Инерхофер                | Италија              | 1:30.73         | +0.39           |                 |
| 0 7     | 9       | Патрик Штаудахер                 | Италија              | 1:30.74         | +0.40           |                 |
| 08      | 15      | Карло Јанка                      | Швајцарска           | 1:30,83         | +0,49           |                 |
| 09      | 14      | Тобијас Гриненфелдер             | Швајцарска           | 1:30,90         | +0,56           |                 |
| 10      | 16      | Дидије Киш                       | Швајцарска           | 1:31,06         | +0,72           |                 |
| 11      | 6       | Алеш Горза                       | Словенија            | 1:31.07         | +0,73           |                 |
| 12      | 1       | Ћетил Јансруд                    | Норвешка             | 1:31.21         | +0,87           |                 |
| 13      | 7       | Адријен Тео                      | Француска            | 1:31.24         | +0,90           |                 |
| 14      | 17      | Бенјамин Рајх                    | Аустрија             | 1:31.35         | +1,01           |                 |
| 15      | 22      | Дидије Дефаго                    | Швајцарска           | 1:31,43         | +1,09           |                 |
| 16      | 23      | Ивица Костелић                   | Хрватска             | 1:31,47         | +1,13           |                 |
| 17      | 24      | Георг Штрајтбергер               | Аустрија             | 1:31,49         | +1,15           |                 |
| 18      | 28      | Андреј Шпорн                     | Словенија            | 1:31,58         | +1.24           |                 |
| 19      | 8       | Тед Лигети                       | Сједињене Државе     | 1:31,70         | +1,36           |                 |
| 20      | 10      | Марио Шајбер                     | Аустрија             | 1:31,93         | +1,59           |                 |
| 21      | 21      | Михаел Валхофер                  | Аустрија             | 1:32,00         | +1,66           |                 |
| 22      | 36      | Гијермо Феј                      | Француска            | 1:32,03         | +1,69           |                 |
| 23      | 26      | Марко Саливан                    | Сједињене Државе     | 1:32,09         | +1,75           |                 |
| 23      | 32      | Јан Худец                        | Канада               | 1:32,09         | +1,75           |                 |
| 25      | 39      | Ларс Елтон Мире                  | Норвешка             | 1:32,36         | +2,02           |                 |
| 26      | 43      | Иван Раткић                      | Хрватска             | 1:32,67         | +2,33           |                 |
| 27      | 42      | Феран Тера                       | Шпанија              | 1:32,75         | +2,41           |                 |
| 28      | 53      | Александар Хорошилов             | Русија               | 1:32,84         | +2,50           |                 |
| 29      | 40      | Крејг Бранч                      | Аустралија           | 1:32,89         | +2,55           |                 |
| 30      | 34      | Џоно Брауер                      | Аустралија           | 1:32,92         | +2,58           |                 |
| 31      | 5       | Готје де Тесијер                 | Француска            | 1:33,17         | +2,83           |                 |
| 32      | 33      | Едвард Дрејк                     | Уједињено Краљевство | 1:33,20         | +2,86           |                 |
| 33      | 57      | Руђер Видоса                     | Андора               | 1:33,65         | +3,31           |                 |
| 34      | 31      | Петр Заробски                    | Чешка                | 1:33,83         | +3,49           |                 |
| 35      | 52      | Паул де ла Куеста                | Шпанија              | 1:34,03         | +3,69           |                 |
| 36      | 50      | Степан Зујев                     | Русија               | 1:34,13         | +3,79           |                 |
| 37      | 51      | Јарослав Бабушијак               | Словачка             | 1:35,25         | +4,91           |                 |
| 38      | 45      | Тим Кејф                         | Нови Зеланд          | 1:35,55         | +5,21           |                 |
| 39      | 64      | Кевин Естеве Ригаил              | Андора               | 1:35,67         | +5.33           |                 |
| 40      | 48      | Џони Албертсен                   | Данска               | 1:35,69         | +5,35           |                 |
| 41      | 58      | Стефан Георгијев                 | Бугарска             | 1:36,32         | +5,98           |                 |
| 42      | 44      | Мауи Хајме                       | Чиле                 | 1:36,56         | +6,22           |                 |
| 43      | 60      | Игор Закурдајев                  | Казахстан            | 1:36,97         | +6,63           |                 |
| 44      | 59      | Андреј Дригин                    | Таџикистан           | 1:38,03         | +7,69           |                 |
| 45      | 62      | Стефан Јон Сигургејсон           | Исланд               | 1:39,12         | +8,78           |                 |
| —       | 49      | Кристијан Хавијер Симари Биркнер | Аргентина            | Није стартовао  | Није стартовао  | Није стартовао  |
| —       | 2       | Штефан Кеплер                    | Немачка              | Није завршио    | Није завршио    | Није завршио    |
| —       | 12      | Мануел Озборн-Паради             | Канада               | Није завршио    | Није завршио    | Није завршио    |
| —       | 25      | Андреј Јерман                    | Словенија            | Није завршио    | Није завршио    | Није завршио    |
| —       | 27      | Роби Диксон                      | Канада               | Није завршио    | Није завршио    | Није завршио    |
| —       | 29      | Патрик Јербин                    | Шведска              | Није завршио    | Није завршио    | Није завршио    |
| —       | 30      | Марко Бихел                      | Лихтенштајн          | Није завршио    | Није завршио    | Није завршио    |
| —       | 37      | Натко Зрнчић-Дим                 | Хрватска             | Није завршио    | Није завршио    | Није завршио    |
| —       | 38      | Ханс Олсон                       | Шведска              | Није завршио    | Није завршио    | Није завршио    |
| —       | 41      | Давис Поасон                     | Француска            | Није завршио    | Није завршио    | Није завршио    |
| —       | 46      | Андреас Ромар                    | Финска               | Није завршио    | Није завршио    | Није завршио    |
| —       | 47      | Бенџамин Грифин                  | Нови Зеланд          | Није завршио    | Није завршио    | Није завршио    |
| —       | 54      | Трулс Ове Карлсен                | Норвешка             | Није завршио    | Није завршио    | Није завршио    |
| —       | 55      | Сергеј Мајтаков                  | Русија               | Није завршио    | Није завршио    | Није завршио    |
| —       | 61      | Хорхе Мандру                     | Чиле                 | Није завршио    | Није завршио    | Није завршио    |
| —       | 63      | Арни Торвалдсон                  | Исланд               | Није завршио    | Није завршио    | Није завршио    |
| —       | 4       | Петер Фил                        | Италија              | Дисквалификован | Дисквалификован | Дисквалификован |
| —       | 35      | Андреј Крижај                    | Словенија            | Дисквалификован | Дисквалификован | Дисквалификован |
| —       | 56      | Мартин Враблик                   | Чешка                | Дисквалификован | Дисквалификован | Дисквалификован |